# Josef Falkenberg
Josef Falkenberg (* 30. Oktober 1881 in Berlin als Joseph Falkenberg; † 15. Dezember 1962 ebenda) war ein deutscher Jurist, Schriftsteller und jüdischer Verfolgter des nationalsozialistischen Regimes.

## Leben
Falkenberg legte 1911 sein 2. juristisches Staatsexamen ab und wurde anschließend am Berliner Landgericht als Anwalt zugelassen, ab 1924 auch als Notar. Er verfasste Aufsätze vor allem zur Gewerbefreiheit, 1930 und 1935 zwei Kriminalromane und war Mitglied im Schutzverband deutscher Schriftsteller.
Weil Falkenberg Jude war, folgten 1933 der Entzug des Notariats, 1935 der Ausschluss aus dem Schutzverband mit Publikationsverbot außer Sachtexten und 1938 das Berufsverbot. Anschließend war er als Rechtskonsulent zugelassen. Seine Frau Maria war Nichtjüdin. Wie Falkenberg das NS-Regime überlebte, ist in seiner Kurzbiografie von 2022 nicht überliefert. Im Juli 1945 wurde er vorläufig wieder als Rechtsanwalt und Notar zugelassen, 1950 endgültig.
Ab November 1945 fungierte Falkenberg als Syndikus und Beiratsmitglied des Schutzverbandes Deutscher Autoren im FDGB (SDA). Er legte das Amt 1950 wegen der politischen Verfolgung des Geschäftsführers Werner Schendell in der DDR nieder. Ab 1951 war Falkenberg Syndikus des neu gegründeten Schutzverbandes Deutscher Schriftsteller (SDS-Berlin), 1952 der in seiner Wohnung gegründeten Vereinigung der Deutschen Schriftstellerverbände (VDS). Mit Zur letzten Instanz veröffentlichte er 1947 einen weiteren Roman aus dem juristischen Milieu und publizierte zudem Aufsätze zu berufsständischen Problemen von Schriftstellern. Bei seinem Tod 1962 war er Ehrenpräsident des VDS.
Der nach seiner Frau benannten Maria-Falkenberg-Weimann-Stiftung hinterließ Falkenberg sein Vermögen, um bedürftige Berliner Rechtsanwälte und Anwaltswitwen zu unterstützen.

## Veröffentlichungen (Auswahl)
- Johnnys Wandlung. Die Geschichte eines anständigen Gauners. G. Müller, München 1931
- als Rolf Ramborn: Hallo Taxe. Kriminalroman aus dem Leben eines Berliner Taxischofförs. Zeitschriftenverlag, Berlin 1935
- Warum Schiedsgerichte? In: Der Autor, Heft 1, April 1947, S. 11–13
- Zur letzten Instanz. Ein Berliner Justizroman aus dem Jahre 1932. Pinguin-Verlag, Berlin 1947
- mit Roger Diener Herausgeber von Georg Büchmann: Geflügelte Worte. Moderne Volksausgabe, vollständig neu bearbeitet und bis zur Gegenwart ergänzt mit einem Anhang „Sprichwörtliche Redewendungen“. Verlag Praktisches Wissen, Berlin 1952
- Urheberrecht in der Sowjetunion. Vereinigung der Deutschen Schriftstellerverbände, Berlin u. a. 1961
- „Knebelungsverträge“. Eine Entscheidung des Bundesgerichtshofes. In: Der Schriftsteller, Jg. 15, Heft 4 (1962), S. 56–58

## Nachlass
- Vereinzelter Schriftverkehr, auch zu Verfilmungen,  befindet sich im Archiv der Akademie der Künste in Berlin.